# Oclemena acuminata
Aster acuminé
Espèce
Synonymes
- Aster acuminatus var. magdalenensis Fern.[1]
- Aster acuminatus Michx.[2] [1]
- Aster latifolius Banks ex Steud.[2]

Oclemena acuminata, communément appelé Aster acuminé, est une espèce de plantes à fleurs de la famille des Asteraceae. Elle est originaire d'Amérique du Nord, trouvée au Canada et aux États-Unis. On peut notamment la trouver dans le sud du Québec au Canada.

## Description
La tige zigzagante de cet aster atteint 30 à 100 cm de hauteur. Ses feuilles alternes, minces et dentées se terminent en une pointe effilée. Les feuilles supérieures sont plus rapprochées que celles de la base. Ses fleurs blanches sont regroupées en inflorescence sur un pédoncule feuillé. Les bractées, c'est-à-dire les feuilles entourant les fleurs, sont linéaires et possèdent des rayons de 12 à 15 mm de long. Ces derniers sont étroits et de couleur blanche ou pourpre.

## Habitat et distribution
Il pousse dans des lieux montueux, des bois et des clairières. On le trouve dans le sud du Québec et dans la péninsule gaspésienne.

## Écologie
Cette plante est l'une des quatre espèces d'aster que l'on retrouve souvent en milieu boisé. Les autres sont Aster cordifolius, Aster macrophyllum et Aster umbellatus.